# Kentucky durant la guerre de Sécession
Le Kentucky est un État-frontière d'une importance clé dans la guerre de Sécession. Le président Abraham Lincoln reconnaît l'importance du commonwealth quand, dans une lettre de septembre 1861 à Orville Browning, , il écrit : 

« Je pense que perdre le Kentucky est pratiquement comme perdre le jeu dans son ensemble. Le Kentucky perdu, nous ne pouvons pas tenir, ni le Missouri, ni le Maryland. Tous ceux-ci contre nous, et le travail entre nos mains est trop grand pour nous. Nous pourrions tout aussi bien consentir à la séparation, y compris la reddition de ce capitole. »

Kentucky, étant un État-frontière, est l'un des principaux lieux où le scénario du « frère contre le frère (en) » est répandu. Le Kentucky déclare officiellement sa neutralité au début de la guerre, mais après l'échec d'une tentative du général confédéré Leonidas Polk de prendre l'État du Kentucky pour la Confédération, la législature demande l'aide de l'armée de l'Union. Après le début de 1862, le Kentucky est en grande partie sous le contrôle de l'Union.
Le Kentucky est le théâtre de plusieurs batailles féroces, y compris Mill Springs et Perryville. Il est l'hôte de chefs militaires tels que Ulysse S. Grant du côté de l'Union, qui, le premier, a rencontré de sérieux coups de feu confédérés de Colombus, au Kentucky, et le chef de cavalerie confédérée Nathan Bedford Forrest. Forrest s'avère être un fléau pour l'armée de l'Union dans l'ouest du Kentucky, et faisant même une attaque sur Paducah. John Hunt Morgan, originaire du Kentucky, met au défi le contrôle de l'Union, alors qu'il mène plusieurs raids de cavalerie, à travers l'état.
Le Kentucky est le lieu de naissance d'Abraham Lincoln, de son épouse Mary Todd, et de son homologue sudiste, le président confédéré Jefferson Davis.
Dans l'historiographie de la guerre de Sécession, le Kentucky est considérée principalement comme un état-frontière, avec une attention particulière pour les divisions sociales au cours de la crise de la sécession, les invasions et les raids, la violence interne, la guérilla sporadique, les relations de l'État et le gouvernement fédéral, la fin de l'esclavage, et le retour des vétérans confédérés.

## Kentucky d'avant-guerre
Les citoyens du Kentucky sont divisés sur les questions centrales de la guerre de Sécession. En 1860, les esclaves représentent 19,5 % de la population du commonwealth, et de nombreux unionistes du Kentucky ne voient rien de mal dans l'« institution particulière (en) ». Le commonwealth est plus lié au Sud par le fleuve Mississippi et ses affluents, qui sont le principal débouché commercial pour ses excédents de production, bien que les connexions de chemin de fer vers le Nord commencent à diminuer l'importance de ce lien. Les ancêtres de nombreux habitants du Kentucky sont originaires des États du Sud comme la Virginie, la Caroline du Nord et le Tennessee, mais beaucoup d'enfants du Kentucky ont commencé à migrer vers le Nord.
Le Kentucky, avec la Caroline du Nord, se vante également d'avoir les meilleurs systèmes d'éducation dans le Sud. L'Université Transylvania a longtemps été l'une des institutions les plus respectées d'enseignement supérieur de la nation, et alors que sa réputation commence à s'estomper, en 1860, d'autres écoles du Kentucky comme le Centre College (en) et le Georgetown College (en) gagne de l'importance.
Politiquement, le commonwealth donne certains des chefs de file du pays les plus connus. Les anciens vice-présidents John C. Breckinridge et Richard M. Johnson sont originaires de l'État, comme Henry Clay, John J. Crittenden, le président américain Abraham Lincoln, et le président confédéré Jefferson Davis. Toutefois, au moment de la guerre de Sécession, le Kentucky est politiquement un état indécis. Le déclin du parti Whig, que Clay a fondé, a laissé beaucoup de politiciens à la recherche d'une identité. Beaucoup rejoignent le parti démocrate, quelques-uns rejoignent le nouveau parti républicain, tandis que d'autres encore s'associent à l'un des nombreux petits partis comme le Know Nothing Party. Lors de l'élection présidentielle de 1860, le parti de l'Union constitutionnelle, avec John Bell, originaire du Tennessee, comme son candidat à la présidentielle et Edward Everett, originaire du Massachusetts, comme vice-président, remporte l'État. Le parti est principalement composé d'anciens Whigs et de Know-Nothings.
Le Kentucky est stratégiquement important, à la fois pour le Nord et pour le Sud. Le commonwealth est le neuvième État le plus peuplé en 1860, et est l'un des principaux producteurs de matières premières agricoles comme le tabac, le maïs, le blé, le chanvre et le lin. Géographiquement, le Kentucky est important pour le Sud, à cause de la rivière Ohio qui fournirait une frontière défendable sur tout le long de l'État.
Le gouverneur du Kentucky Beria Magoffin estime que les droits des états du Sud ont été violés et est en faveur du droit à la sécession, mais cherche tous les moyens possibles pour l'éviter. Le 9 décembre 1860, il envoie une lettre aux autres gouverneurs d'état esclavagiste suggérant qu'ils viennent à une entente avec le Nord, qui comprendrait à la stricte application de la loi des esclaves fugitifs, une division des territoires communs au 37e parallèle, une garantie de la libre utilisation du fleuve Mississippi, et, un droit de veto du Sud sur la législation de l'esclave. Magoffin propose une conférence des états esclavagistes, suivie par une conférence de tous les États pour garantir la sécurité de ces concessions. En raison de l'augmentation du rythme des événements, aucune conférence ne s'est jamais tenue.
Magoffin convoque une session extraordinaire de l'assemblée générale du Kentucky, le 27 décembre 1860, et demande aux législateurs de tenir une convention du Kentucky pour décider du sort du commonwealth au regard de la sécession. La majorité de l'assemblée générale a des sympathies unionistes, cependant, et refuse la demande du gouverneur, craignant que les citoyens de l'État soient en faveur de la sécession. L'assemblée envoie, cependant, six délégués à la conférence de Paix (en) du 4 février à Washington, DC, et demandé au Congrès de convoquer une convention nationale pour considérer les résolutions possibles de la crise de la sécession, y compris le compromis Crittenden, rédigé par le Kentuckian John J. Crittenden.
Lorsque l'assemblée générale est convoquée de nouveau, le 20 mars, elle appelle à une convention des états-frontières dans la capital du Kentucky, Francfort, le 27 mai 1861. Encore une fois, l'appel reste lettre morte. Les législateurs adoptent également une proposition d'un treizième amendement à la Constitution qui aurait garanti à l'esclavage dans les états où il est déjà légal.

## Éclatement de la guerre
Le 15 avril 1861, le président Abraham Lincoln envoie un télégramme au gouverneur du Kentucky Beria Magoffin demandant que le commonwealth fournisse une partie des 75 000 hommes initialement levés pour mater la rébellion. Magoffin, sympathisant du Sud, répond : « Président Lincoln, Washington, DC, je n'enverrai pas un homme ni un dollar pour le propos malfaisant soumettre mes États sœurs du Sud. B. Magoffin ». Au lieu de cela, la plupart des habitants du Kentucky sont en faveur de la position de John J. Crittenden selon laquelle l'État doit agir en tant que médiateur entre les deux parties. À cette fin, les deux chambres de l'assemblée générale approuvent les déclarations de neutralité (en), une position officiellement déclarée par le gouverneur Magoffin le 20 mai 1861.
Les deux camps respectent la neutralité du Commonwealth, mais se positionnent stratégiquement pour profiter de tout changement dans la situation. Les forces de l'Union établissent le camp Clay en Ohio, juste au nord de la ville de Newport, Kentucky et le camp Joe Holt (en) en Indiana en face de Louisville, Kentucky. Pendant ce temps, les troupes confédérées construisent les forts Donelson et Henry juste en face de la frontière méridionale de l'État, dans le Tennessee, et stationnent des troupes à moins de 50 mètres de Cumberland Gap. Les volontaires du Commonwealth quittent l'État pour se joindre au camp qu'ils préfèrent. Certains recrutements secrets ont également lieu. Près de 60 régiments d'infanterie servent dans les armées de l'Union contre seulement 9 du côté confédéré. Cependant, un assez grand nombre d'unités de cavalerie rejoignent ces derniers. John Breckenridge commande initialement la « Orphan Brigade » (brigade orpheline) de l'armée du Tennessee, composée des 2nd, 3rd, 4th, 6th et 9th Kentucky Infantry. Le surnom de la brigade provient soi-disant du fait que les comtés natals des soldats sont occupés par les troupes de l'Union pendant la plupart de la guerre et qu'ils ne peuvent pas rentrer chez eux.
Réalisant que la neutralité devient de moins en moins possible, six hommes  éminents du Kentucky se réunissent pour trouver une solution pour l'État pris au milieu d'un conflit. Le gouverneur Magoffin, John C. Breckinridge, et Richard Hawes représentent la position des droits des États, tandis que Crittenden, Archibald Dixon (en), et S. S. Nicolas sont les avocats de la cause du Nord. Le sextuor convient de poursuivre la doctrine de la neutralité, cependant, et appelle à la formation d'une commission de cinq membres pour coordonner la défense du Commonwealth. L'assemblée générale crée le comité le 24 mai et l'investit de la supervision des militaires de l'État, un pouvoir réservé dans la constitution du Kentucky au gouverneur.
Les forces militaires du Commonwealth, cependant, s'avèrent être tout aussi divisées que la population générale. La garde de l'État, sous le commandement de Simon B. Buckner, est largement en faveur de la Confédération, tandis que la nouvelle garde intérieure (Home Guard) est constituée pour la plupart d'unionistes. Plusieurs appels déclenchent presque un conflit au sein de l'État, mais Buckner réussit à négocier avec le général de l'Union George B. McClellan et le gouverneur du Tennessee Isham Harris le maintien de la neutralité du Commonwealth tout au long de l'été.

### Élections de 1861
L'opinion publique commence à évoluer au Kentucky, cependant. Lors de l'élection d'un congrès extraordinaire tenue le 20 juin 1861, les candidats unionistes remportent neuf des dix sièges du congrès du Kentucky. Les sympathisants confédérés ne remportent que la région de Jackson Purchase (en) qui est économiquement liée au Tennessee par les rivières Cumberland et Tennessee. Voyant la défaite imminente dans les urnes, de nombreux défenseurs des droits du Sud boycottent l'élection, le nombre total des bulletins de vote est un peu plus de la moitié du nombre de ceux qui ont été exprimés lors de l'élection de l'année précédente. Le gouverneur Magoffin porte un nouveau coup lors de l'élection des législateurs de l'État du 5 août. Ce choix entraîne des majorités unionistes capables d'un veto de 76-24 à la Chambre et de 27-11 au Sénat.
À partir de ce moment, la plupart des veto de Magoffin pour protéger les intérêts du sud sont annulés par l'assemblée générale. Après des affrontements avec l'assemblée pendant plus d'un an sur la plupart des questions triviales, Magoffin décide que sa démission est sa seule option. Le lieutenant-gouverneur de Magoffin, Linn Boyd, est mort pendant son mandat, et le président du Sénat John Fisk, le prochain dans l'ordre protocolaire pour le poste de gouverneur, n'est pas acceptable pour Magoffin comme un successeur. Dans un plan complexe élaboré avec l'assemblée générale, Fisk démissionne de son poste de président et le Sénat nomme le successeur choisi de Magoffin, James F. Robinson (en), au poste. Magoffin démissionne ensuite, promouvant Robinson au poste de gouverneur, et Fisk est réélu président du Sénat.
Presque immédiatement après les résultats des élections en 1861, William "Bull" Nelson (en) établit le camp Dick Robinson (en), un camp de recrutement de l'Union, dans le comté de Garrard. Lorsque Crittenden s'oppose à cette violation de la neutralité du Kentucky, Nelson répond, « qu'un camp de bons et loyaux hommes de l'Union, natifs du Kentucky, doivent se réunir dans le camp sous le drapeau de l'Union et sur leur terre natale [et] que ce soit une cause d'appréhension est quelque chose que je ne comprends pas très bien ». Le gouverneur Magoffin demande au président Lincoln de fermer le camp, mais il refuse. Pendant ce temps, les volontaires confédérés traversent secrètement la frontière du Tennessee et se massent au camp Boone (en), juste au sud de Guthrie. La neutralité fragile du Kentucky touche à sa fin.

## Violation de la neutralité
Le 4 septembre 1861, le major général confédéré Leonidas Polk viole la neutralité du Commonwealth en ordonnant au brigadier général Gideon Johnson Pillow d'occuper Colombus. Colombus est d'une importance stratégique à la fois parce que c'est le terminus du chemin de fer de Mobile et de l'Ohio et en raison de sa position le long du fleuve Mississippi. Polk construit le fort DuRussey dans les hautes falaises de Columbus, et l'équipe de 143 canons. Polk l'appelle le fort « Gibraltar de l'Ouest ». Pour le contrôle du trafic le long du fleuve, Polk étend une chaîne d'ancrage à travers le fleuve de la rive de Columbus, jusqu'à la rive oppose de Belmont, dans le Missouri (en). Chaque maillon de la chaîne mesure vingt-huit centimètres (onze pouces) de long sur vingt centimètres (huit pouces) de large et pèse une vingtaine de livres. La chaîne se brise rapidement sous son propre poids, mais les forces de l'Union n'apprennent ce fait qu'au début de 1862.
En réponse à l'invasion confédérée, le brigadier général de l'Union Ulysses S. Grant quitte Cairo,  en Illinois et entre à Paducah, Kentucky le 6 septembre, ce qui donne le contrôle à l'Union l'extrémité nord du chemin de fer de la Nouvelle-Orléans et de l'Ohio (en) et l'embouchure de la rivière Tennessee. Le gouverneur Magoffin dénonce les deux côtés pour la violation de la neutralité du Commonwealth, appelant les deux parties à se retirer. Cependant, le 7 septembre 1861, l'assemblée générale adopte une résolution exigeant le retrait des seules forces confédérées. Magoffin met son veto à la résolution, mais les deux maisons de l'emportent sur le droit de veto, et Magoffin émet la proclamation. L'assemblée générale ordonne que le drapeau des États-Unis sot hissé au-dessus du capitole de l'État, Frankfort, de déclarer son allégeance à l'Union.
Sa neutralité brisées, les deux côtés bougent rapidement pour établir des positions avantageuses dans le Commonwealth. Les forces confédérées sous les ordres d'Albert Sidney Johnston forment une ligne dans les régions méridionales du Kentucky et les régions du nord du Tennessee, s'étendant de Columbus, dans l'ouest jusqu'à Cumberland Gap dans l'est. Au sein du département numéro 2, Johnston envoie Simon B. Buckner pour fortifier le milieu de la ligne de Bowling Green(p196). Buckner arrive le 18 septembre 1861 et commence immédiatement des sessions intensives d'entraînement et construisant des défenses élaborées en prévision d'une attaque de l'Union. Les fortifications sont tellement vastes à Bowling Green qu'un officier de l'Union qui en fait les relevés, plus tard, commente, « le travail a été énorme - leurs troupes ne peuvent pas être entraînées – leur temps doit avoir été principalement consacré au travail acharné, avec la hache et la pelle ».

## Le gouvernement confédéré

Le sceau du gouvernement de la Confédération du Kentucky

Le gouvernement élu du Kentucky étant décidément unioniste, un groupe de sympathisants sudistes commence à élaborer un plan pour créer un gouvernement fantôme confédéré pour le Commonwealth. À la suite d'une réunion préliminaire, le 29 octobre 1861, les délégués de 68 des 110 comtés du Kentucky se rencontrent à Clark House (en) en Russellville, le 18 novembre. La convention adopte une ordonnance de sécession, adopte un nouveau sceau d'État, et élisent le natif du comté de Scott George W. Johnson (en) en tant que gouverneur. Bowling Green, maintenant occupé par le général Johnston lui-même, est désignée comme la capitale de l'État, bien que les délégués autorisent que le gouvernement puisse se réunir n'importe où  le conseil législatif provisoire et le gouverneur le juge approprié. Étant incapable de  donner corps à une constitution complète et un système de lois, les délégués votent que « la Constitution et les lois du Kentucky, qui ne sont pas incompatible avec les lois de la présente Convention, et la mise en place de ce gouvernement, et que les lois qui peuvent être adoptées par le gouverneur et le conseil, sont les lois de cet État ». Bien que le président Davis a quelques réserves au sujet du contournement de l'assemblée générale  élue dans la formation du gouvernement confédéré, le Kentucky est admis dans la Confédération le 10 décembre 1861. Le Kentucky est représentée par l'étoile centrale sur le drapeau de combat des Confédérés drapeau.
Bien qu'il existe tout au long de la guerre, le gouvernement provisoire du Kentucky a très peu d'effet sur les événements dans le Commonwealth ou dans la guerre. Lorsque le général Johnston abandonne Bowling Green au début de 1862, le officiels du gouvernement partent avec son armée, et le gouverneur Johnson est tué au combat à la bataille de Shiloh. En continuant à voyager avec l'armée du Tennessee, le gouvernement entre de nouveau dans le Kentucky au cours de la campagne de Braxton Bragg dans le Commonwealth, mais est chassé de façon permanente à la suite de la bataille de Perryville. À partir de ce moment, le gouvernement existe principalement sur papier et est dissous après la guerre.

## Ligne brisée confédérée

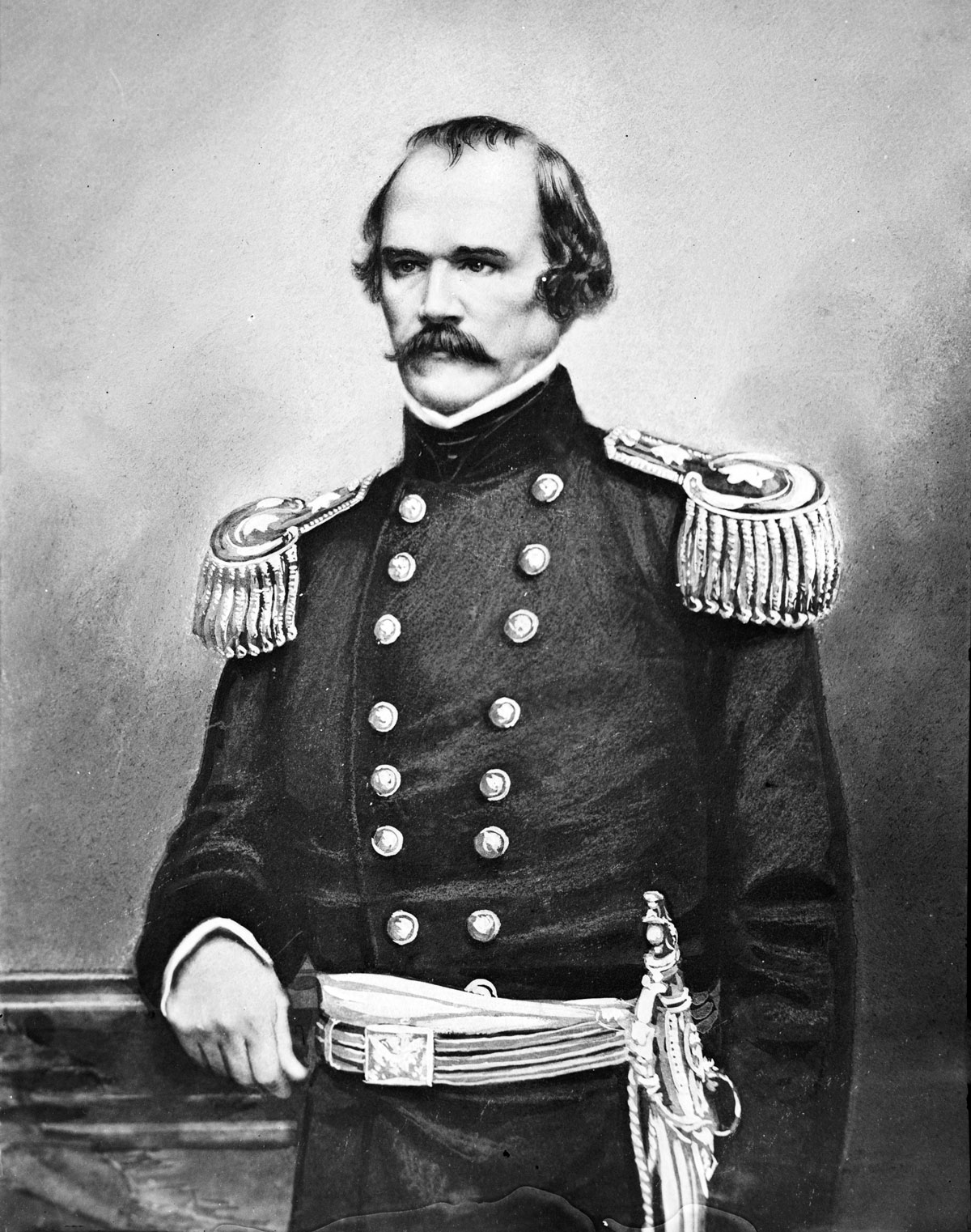
Albert Sydney Johnston est responsable de maintenir une ligne de défense confédérée dans le sud du Kentucky et au nord du Tennessee.

Beaucoup de petites escarmouches se produisent au Kentucky en 1861, y compris le « premier combat de Forrest (en) » à Sacramento, mais les batailles de grande importance militaire ne se déroulent pas sérieusement avant 1862.

### Bataille de Mill Springs
En janvier 1862, le général de l'Union George H. Thomas commence à avancer sur les positions de George B. Crittenden à Mill Springs (en). Dans des conditions pluvieuses, l'armée de Thomas se déplace lentement, et Crittenden avance pour la rencontrer avant qu'elle ne puisse être renforcée par des forces de la ville voisine de Somerset. La bataille commence le 19 janvier 1862, et est en faveur des forces de Crittenden dès le début. Cependant, dans la confusion causée par la pluie et le brouillard, Felix Zollicoffer, commandant de la première brigade de Crittenden, entre au milieu des forces de l'Union. Un officier confédéré galope, en interpellant Zollicoffer pour l'informer de son erreur. Après avoir été identifié, Zollicoffer est abattu tombant de sa selle et tué, décourageant les confédérés et inversant le cours de la bataille. Les renforts de Thomas arrivent, et les forces de Crittenden sont forcées de battre en retraite à travers la Cumberland inondée. De nombreux hommes se noient dans l'affaire, et Crittenden est rendu responsable de la débâcle.

### Forts Henry et Donelson
Le général Johnston apprend la défaite de Crittenden à Mill Springs à travers un récit de la bataille imprimé dans un journal de Louisville. Cependant, il a des préoccupations plus grandes, alors qu'Ulysse S. Grant descend les rivières Cumberland et Tennessee vers les forts Henry et Donelson. Des cuirassés de l'Union mettent en déroute les canonnières fluviales confédérées sur le fleuve Mississippi au cours de la bataille de Lucas Bend (en) le 11 janvier, les forçant à revenir à Columbus. À la suite de la victoire de Grant à la bataille de Belmont, le général de Polk a prévu que les forces de l'Union cibleront le fleuve Mississippi et attaqueront Columbus, et a retiré la plupart de ses forces à cet endroit. Lloyd Tilghman est laissé pour défendre le Fort Henry avec moins de 3 000 hommes. Les troupes de l'Union lancent l'assaut sur le fort, le 5 février 1862, et Tilghman se rend le lendemain.
Le général Johnston contre en ordonnant à Pillow, Buckner et à John B. Floyd de défendre fort Donelson. Aucun des trois ne reçoit spécifiquement le commandement, une décision qui s'avère coûteuse. Grant arrive à Donelson, le 13 février, et se retrouve en infériorité numérique de quelque 3 000 soldats. Néanmoins, Floyd ne réussit pas à capitaliser sur son avantage, et Grant est renforcé le lendemain. Le 15 février, les confédérés ont presque ouvert une voie d'évacuation vers Nashville, mais les discussions parmi les généraux retardent la retraite. Floyd saisit un bateau à vapeur et l'utilise pour évacuer ses forces, tandis que Pillow fuit dans une barque. Buckner, laissé seul au commandement, propose un cessez-le-feu à Grant pendant que les termes de la capitulation sont négociés. La réponse de Grant - que seule « une reddition inconditionnelle et immédiate » peut être acceptée - fait de lui un héros aux yeux de l'Union, et lui vaut le surnom de « Unconditional Surrender » Grant.

### Retraite confédérée
L'effondrement des forts Henry et Donelson rend la position de Polk à Columbus intenable ; les confédérés sont contraints d'abandonner « le Gibraltar de l'Ouest ». Sa ligne brisée, Johnston abandonne Bowling Green le 11 février 1862, en retraitant d'abord à Nashville, puis plus au sud pour rejoindre P. G. T. Beauregard et Braxton Bragg à Corinth, Mississippi. Cumberland Gap, la dernière pièce de la ligne de Johnston, tombe finalement aux mains des forces de l'Union en juin 1862.

## Premiers raids de Morgan
Presque immédiatement après, la retraite confédérée du Kentucky, le général John Hunt Morgan commence le premier de ses raids dans l'État. En mai 1862, les cavaliers de Morgan capturent deux trains de l'Union à Cave City, mais son objectif apparent est d'inquiéter les forces de l'Union ; il libère sur parole tout le monde à bord, retourne  un des trains, et renvoie les occupants à Louisville. Ce mouvement a peu d'effet, sauf à encourager Morgan à faire un raid plus important en juillet.
Le 4 juillet 1862, Morgan et ses hommes quittent Knoxville, dans le Tennessee et capturent Tompkinsville cinq jours plus tard. Après une brève escale à Glasgow, d'où beaucoup d'hommes de Morgan sont originaires, il continue vers Lebanon, la capturant le 12 juillet. À partir de là, la cavalerie s'arrête à Harrodsburg et Georgetown, et voyant que Lexington est trop lourdement fortifiée, tourne son attention vers la ville de Cynthiana. Morgan est de nouveau victorieux à Cynthiana, mais avec les renforts de l'Union se rapprochant de lui, il libère sur parole tous les soldats capturés lors de la bataille et part pour Paris.
À leur sortie du Commonwealth, la cavalerie ramasse 50 recrues à Richmond. Elle s'arrête également à Somerset, où Morgan, ordonne à son télégraphiste, George « Lighting » Ellsworth (en) d'envoyer des messages railleurs au général Jeremiah Boyle (en) et à l'éditeur George Prentice (en). À la fin de sa fuite à travers le Commonwealth, Morgan affirme avoir capturé et mis en liberté sur parole 1 200 soldats ennemis, recruté 300 hommes et pris plusieurs centaines de chevaux pour la cavalerie, utilisé ou détruit des fournitures dans dix-sept villes, et  subi moins de 100 blessés.

## Avance de Smith et Bragg
Les exploits de Morgan encouragent le général confédéré Edmund Kirby Smith à se déplacer vers le Kentucky. Après s'être entretenu avec le général Braxton Bragg à Chattanooga, Smith part pour déloger George W. Morgan de Cumberland Gap en août 1862. Les deux généraux comprennent que Smith capturera Cumberland Gap, puis rejoindra Bragg dans le Middle Tennessee. Lorsque les deux armées se rencontreront, Bragg  commandera de la force combinée contre Don Carlos Buell à Nashville. Une fois que Nashville capturée, Bragg et Smith commenceront l'invasion du Kentucky.
Alors que la bataille de Cumberland Gap se déroule lentement, Morgan refuse de retraiter ou de rendre ses positions. Pensant qu'une invasion du Kentucky, est préférable à un long siège du col, Smith laisse un détachement pour gérer Morgan et se dirige vers Lexington, abandonnant le projet de rejoindre Bragg et capturer Nashville. Le mouvement force la main de Bragg, et lui aussi entre dans le Kentucky, le 28 août. Alors que Smith progresse vers Lexington, le gouverneur de l'Indiana Oliver P. Morton décide que le gouverneur Robinson fait trop peu pour soutenir la cause unioniste. Il envoie des régiments au-delà de l'Ohio à Louisville, et se considère comme gouverneur à la fois de l'Indiana et du Kentucky.

### Bataille de Richmond
Lorsqu'il apprend l'avance de Smith dans le Kentucky, le général « Bull » Nelson se prépare à engager l'armée d'invasion à la rivière Kentucky pour profiter d'un meilleur terrain, mais retarde l'engagement, de sorte de permettre l'arrivée de plus en plus de renforts. Il ordonne aux brigades sous les ordres de Machlon Manson (en) et Charles Cruft de ne pas attaquer Smith, mais de se retirer à Lexington, mais les ordres ne sont pas livrés à temps, ou ils sont ignorés.
Après quelques escarmouches préliminaires, l'armée de Smith rencontre la brigade de Machlon, à Richmond, Kentucky le 30 août. Les troupes plus expérimentées de Smith brisent le centre de la ligne de l'Union, et Machlon recule vers le cimetière de Richmond. Dans l'après-midi, le général Nelson arrive et tente de rallier les troupes. Chevauchant le long de la front de la ligne de l'Union, le corpulent Nelson s'exclame, « les garçons, s'ils ne peuvent pas me toucher, ils peuvent pas frapper à une porte de grange! ». Malheureusement pour Nelson, il est bientôt frappé deux fois par des tirs confédérés. Bien que Nelson est sérieusement blessé, il survit à la bataille alors que la cavalerie confédérée se déplace afin de couper la retraite de l'Union. Il laisse derrière 206 tués, 844 blessés, et 4 303 disparus. Avec seulement 98 tués, 492 blessés, et 10 disparus, Smith remporte l'une des victoires confédérées les plus complètes de la guerre.

### Bataille de Munfordville
Tandis que Smith continue vers Lexington, Bragg entre juste dans le Kentucky, ayant retardé son départ de Chattanooga jusqu'au 28 août. On dit à Bragg qu'il y a suffisamment de provisions dans la région de Glasgow, mais en apprenant que Bragg est entré dans le Kentucky, Buell laisse George Thomas à la garde de Nashville et déplace le reste de son armée, dans Bowling Green fortement fortifiée.
Pendant ce temps, Smith envoie le colonel John Scott chercher Bragg. Dans la nuit du 13 septembre, Scott rencontre John T. Wilder (en) à Munfordville, et demande sa reddition. Scott demande l'aide de la brigade du Mississippi de James Chalmers, qui se déplace pour soutenir Scott au cours de la nuit. L'assaut commence le lendemain matin, et malgré leur infériorité numérique, les forces de Scott forces infligent plus de 200 pertes au début de combat. À 9 h 30, Chalmers tente d'intimider Wilder pour qu'il se rende, envoyant d'un drapeau de trêve avec le message « Vous avez fait une défense courageuse de votre position, et pour éviter de nouvelles effusions de sang, je demande une reddition inconditionnelle de vos forces. J'ai six régiments d'infanterie, un bataillon d'infanterie de tireurs d'élite, et je viens d'être renforcé par une brigade de cavalerie, sous les ordres du colonel Scott, avec deux bataillons d'infanterie  ». À la réception de ce message, Wilder répond : « je vous remercie pour vos compliments. Si vous souhaitez éviter de nouvelles effusions de sang, gardez-vous hors de la portée de mes armes  ».
Wilder est bientôt renforcé par le colonel Cyrus L. Dunham (en), qui apporte une force de 4 000 hommes. Scott et Chalmers demande de l'aide à l'armée principale de Bragg. Bragg est furieux, mais arrive le lendemain pour prendre la responsabilité de la bataille. Bragg déploie les forces sous les ordres de William J. Hardee et Leonidas Polk autour de la ville, retardant son attaque jusqu'au 17 septembre. Bragg envoie une autre demande de la force de reddition. Au cours d'un conseil de guerre, Wilder fait une demande inhabituelle au subordonné de Bragg, Simon B. Buckner - qu'il soit autorisé à inspecter les forces qui maintenant l'entourent afin de déterminer si la reddition est l'action correcte. Ravi par ce compliment suprême, Buckner est obligé, et après une étude de la ligne confédérée, Wilder se rend.
La force de Wilder d'environ 4 000 hommes, est libérée sur parole et part vers Bowling Green, où Bragg espère qu'elle drainera le ravitaillement de Buell. Le retard causé par la victoire confédérée à Munfordville peut leur avoir coûter un prix beaucoup plus important, Louisville.

### Inauguration du gouverneur Hawes

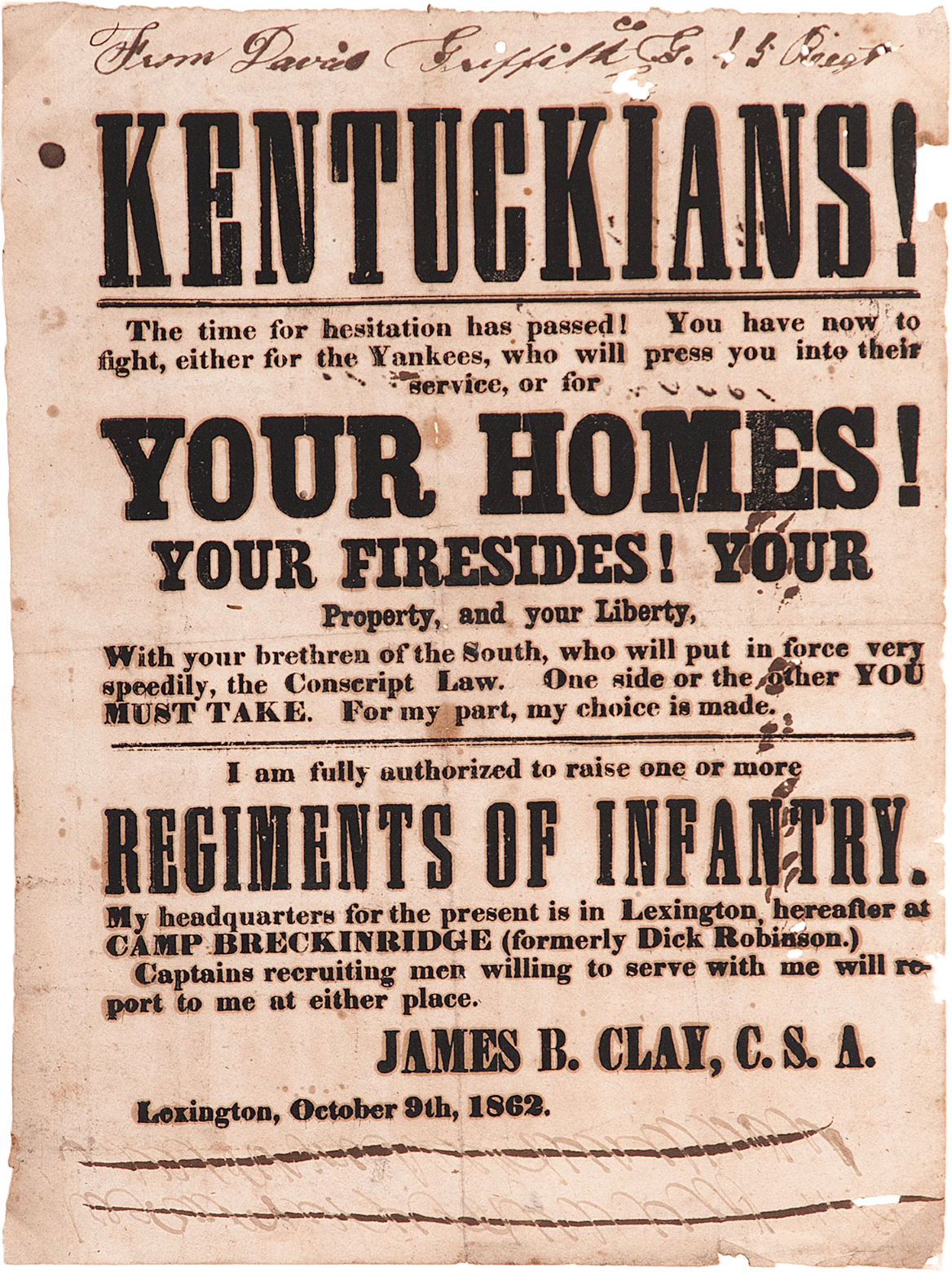
Affiche de James Brown Clay, octobre 1862

Alors que Bragg fait reposer ses troupes et planifie son mouvement suivant, Buell marche vers le nord à partir de Bowling Green et arrive à Louisville, le 25 septembre. Voyant son objectif principal tombé dans les mains de l'Union, Bragg se tourne vers Bardstown, où il a prévu de rencontrer Smith. Smith opère réellement indépendamment près de Frankfort, et Bragg, maintenant douloureusement conscient que le manque de coopération avec Smith peut amener à la défaite des confédérés au Kentucky, commence à disperser ses troupes dans des postures défensives à Bardstown, Shelbyville, et Danville.
Bragg et Smith sont déçus par le nombre de volontaires du Kentucky. Des cargaisons de wagon de fusils ont été envoyés dans le Commonwealth pour équiper les recrues estimées, mais bien que les sympathies  confédérées soient élevées, les volontaires ne le sont pas, et de nombreux fusils restent dans les wagons. Bragg espère rallier d'éventuelles recrues en installant Richard Hawes, gouverneur gouvernement fantôme confédéré du Kentucky, lors d'une cérémonie d'inauguration à Frankfort. Le gouvernement élu fuit à Louisville, juste avant l'arrivée des confédérés à Frankfort.
La cérémonie a lieu le 4 octobre 1862. Tout d'abord, Bragg s'adresse à la foule de partisans assemblée, en promettant de défendre le Commonwealth. Puis Hawes, qui fait le serment pour sa prise de poste des mois plus tôt lors d'un voyage avec l'armée du Tennessee de Bragg, prononce un long discours inaugural. Il dit à la foule que le gouvernement provisoire « instituera autant que possible de telles institutions civiles, comme il protégera les personnes et les biens, jusqu'à ce que les personnes dans leur capacité souveraine puissent établir de façon permanente un gouvernement fondé sur la volonté de la majorité ».
Les promesses faites par Bragg et Hawes sont de courte durée. Avant que le bruit de l'inauguration puisse être entendu, les forces de Buell descendent sur la capitale de l'État, tirant des obus d'artillerie qui brisent l'atmosphère joviale et mettent les forces confédérées en fuite. Bragg a cruellement sous-estimé la capacité de Buell de faire une avancée rapide sur sa position. Alors que les préparatifs sont en cours pour l'inauguration de Hawes, Buell met déjà la pression sur l'armée confédérée de Shelbyville. Bragg ordonne à Leonidas Polk d'attaquer de Bardstown le flanc de Buell, mais Polk est déjà l'objet d'attaques et retraite vers Bryantsville (en). Bragg commence une retraite à partir de Francfort vers Harrodsburg pour se regrouper avec Polk. En attendant, Smith se prépare à défendre Lexington, où il suppose que la majeure partie de la force de Buell va se diriger.

### Bataille de Perryville

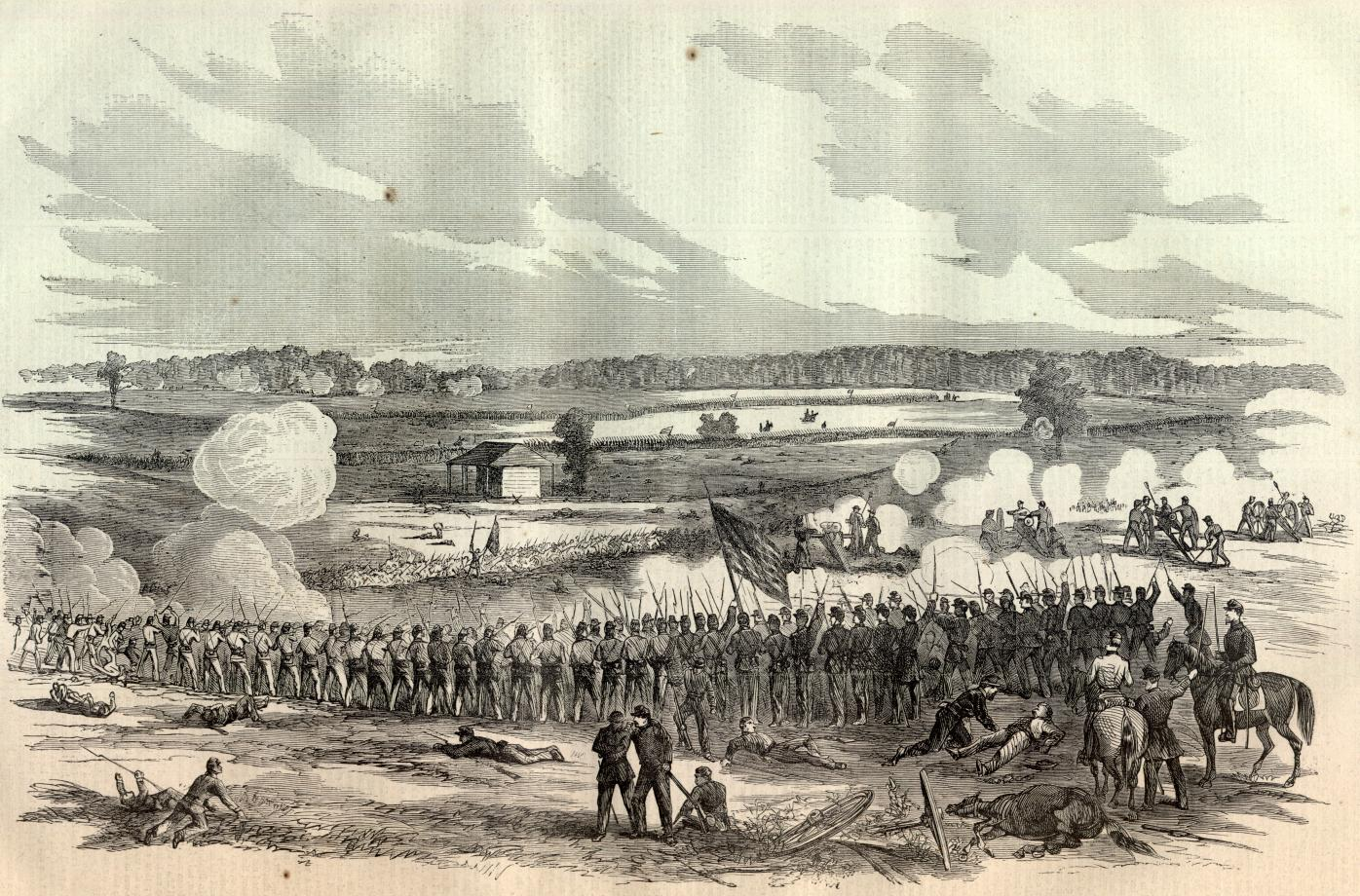
Le champ de bataille de Perryville, comme il est décrit dans le Harper's Weekly, 1er novembre 1862

D'ici le 7 octobre, les forces de Polk sont retournées à la ville de Perryville. La période sèche de l'été de 1862 a laissé peu d'eau en réserve, et lorsque les troupes de l'Union apprennent la présence d'eau dans le Doctor's Creek à Perryville, elles commencent à avancer contre la position confédérée. Bragg partage l'hypothèse de Smith selon laquelle la majeure partie de l'attaque de l'Union visera Lexington et Frankfort, et ordonne aux forces de Polk d'attaquer et de détruire la force de l'Union qui progresse avant de partir vers Versailles pour rencontrer Smith. Les soldats confédérés à Perryville, cependant, réalisent que qu'une force beaucoup plus importante approche, et prend une posture défensive. En fait, Buell, Charles Champion Gilbert, Alexander McCook, et Thomas Crittenden approchent tous de Perryville.
Les confédérés ne sont pas les seuls à se tromper quant à la situation, cependant. Lors de Bragg apprend que ses hommes n'ont pas attaqué comme l'a ordonné, il vient à Perryville lui-même pour mener l'attaque. Au cours du réalignement dans une posture offensive, les confédérés soulèvent un tel nuage de poussière que la force de l'Union qui approche croit  qu'ils sont en train de retraiter vers Harrodsburg. Ce qui donne aux hommes de Bragg l'avantage de la surprise quand ils ouvrent le feu sur les forces de McCook à 14 heures, le 8 octobre. Alors que McCook est repoussé sur le flanc gauche, le centre de l'Union tient bon jusqu'à ce que le flanc droit commence à s'effondrer.
Avant la fin d'après-midi, Buell apprend la gravité de la situation de McCook, sur quoi il envoie deux brigades du corps de Gilbert pour le renforcer. Cela stoppe la progression des confédérés sur McCook au nord de Perryville. Pendant ce temps, les petites brigades confédérées rencontrent la force de Gilbert de 20 000 hommes à l'ouest et la force de Crittenden, comprenant elle aussi  20 000 hommes, vers le sud. Ce n'est qu'alors que Bragg se rend compte qu'il est en face de la force principale de Buell, et qu'il est largement en infériorité numérique. Comme la nuit approche et interrompt la bataille, Bragg confère avec ses officiers et décide de se retirer à Harrodsburg pour rencontrer Smith. De Harrodsburg, les confédérés quittent le Kentucky par le Cumberland Gap. Pendant le reste de la guerre, il n'y aura plus d'efforts concertés de la part de la Confédération pour tenir le Kentucky.
Le 17 décembre 1862, selon les termes de l'Ordre général No 11, une trentaine de familles Juives, résidentes de longue date, sont forcées de quitter leurs maisons. Cesar Kaskel, un homme d'affaires juif de renom local, envoie un télégramme au président Lincoln, et le rencontre, réussissant finalement à obtenir la révocation de l'ordre.

## Morgan frappe à nouveau

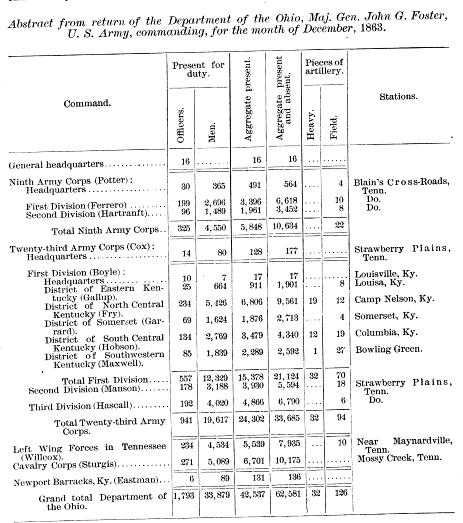
Tableau de 1863 montrant les forces de l'Union dans le Kentucky.

Son incapacité à engager Bragg et Smith lors de leur retraite du Kentucky a conduit au remplacement de Buell par le général William Rosecrans. Rosecrans campe à Nashville au cours de l'automne et au début de l'hiver de 1862. Croyant que Rosecrans commencera une campagne dès qu'une quantité suffisante de fournitures aura été accumulée, Bragg envoie John Hunt Morgan en arrière dans le Kentucky en décembre 1862 pour couper la ligne de ravitaillement de Rosecrans par le chemin de fer de Louisville et Nashville. Le raid de Morgan fait partie d'un plan visant à perturber les lignes d'approvisionnement de l'Union. Alors que Morgan est en mouvement dans le Kentucky, Nathan Bedford Forrest lance un raid par le Tennessee de l'Ouest jusqu'au Purchase au Kentucky pendant qu'Earl Van Dorn descend dans le sud-ouest du Tennessee.

### Le raid de Noël
Les hommes de Morgan entrent dans le Kentucky, le 22 décembre et s'emparent d'un wagon d'approvisionnement de l'Union en partance pour Glasgow. Le jour de Noël,  les hommes de Morgan chevauchent dans Glasgow à destination de Bacon Creek Station et de la travée du pont de Louisville et Nashville . Après avoir réprimé la résistance acharnée de l'Union, les hommes de Morgan détruisent le pont et plusieurs kilomètres de voie ferrée. Quoi qu'il arrive par la suite, ils ont réussi à perturber la ligne d'approvisionnement de Rosecrans.
De Bacon Creek, Morgan chevauche à Elizabethtown, arrivant le 27 décembre. Le commandant de l'Union, le colonel H. S. Smith, demande la reddition de Morgan, mais Morgan renverse la situation, encercle Smith, et, après une courte escarmouche, accepté sa reddition. De nouveau, Morgan détruit l'infrastructure de la Louisville et Nashville dans la région, puis commence à planifier son retour au Tennessee.
L'artillerie du colonel John M. Harlan bombarde la force de Morgan pendant qu'elle traverse la rivière Rolling Fork (en) le 29 décembre, blessant sérieusement le commandant de la première brigade Basilic W. Duke. Duke est amené à Bardstown pour être soigné, cependant, et se remet à temps pour rejoindre la retraite des confédérés le lendemain.
La pluie verglaçante tourmente les hommes de Morgan alors qu'ils campent à Springfield, dans la nuit du 30 décembre. Pire encore, les éclaireurs rapportent une énorme force de l'Union concentrée à quatorze kilomètres (neuf miles) à Lebanon. Avec les hommes de Frank Wolford qui se déplacent vers sa position, Morgan prend la décision difficile de sortir, juste après minuit, sous une météo qui s'aggrave. Il ordonne à quelques compagnies de créer une diversion, feignant une attaque sur Lebanon et brûlant des clôtures pour créer l'apparence de feux de camp, tandis que le corps principal de son armée continue vers Campbellsville. Le plan fonctionne, et après une marche que beaucoup décrivent comme la nuit la plus misérable de la guerre, les hommes de Morgan arrivent en sécurité à Campbellsville pour le réveillon du Nouvel An et capturent quelques fournitures bienvenues. Le lendemain, ils partent par Columbia, et retournent au Tennessee le 3 janvier.

### Morgan traverse l'Ohio
À la suite du raid de Noël, il y a seulement de petites incursions dans le Kentucky par différentes unités sous les ordres de Roy Cluke, John Pegram, Humphrey Marshall (en), entre autres. Frustrés, les commandants de l'Union ne peuvent pas réagir à ces raids imprévisibles. Morgan va bientôt leur faire une faveur, cependant, en augmentant la visibilité de son prochain raid.
Il est largement rapporté que, depuis son mariage en décembre 1862, Morgan a perdu une partie de sa bravade. Morgan, désireux de dissiper ces rumeurs et fatigué de garder le flanc gauche de Bragg, propose un raid dans le Kentucky et à travers la rivière Ohio. Bragg, craignant une attaque de Rosecrans, accueille favorablement l'idée d'une diversion qui abaisserait la pression sur son armée du Tennessee. Morgan rassemble ses hommes dans une région entre Liberty et Alexandria, dans le Tennessee. Le 10 juin, il s'adresse à son unité, en leur disant que Bragg a autorisé un raid sur Louisville, et si les conditions le permettent, à travers la rivière Ohio, en Indiana et, éventuellement, en Ohio. Il confie les vrais ordres de Bragg – s'arrêter à la rivière Ohio - seulement à son ami fidèle Basil Duke.
Le raid est retardé par des ordres d'intercepter un raid de l'Union se dirigeant vers Knoxville, dans le Tennessee, mais au bout de trois misérables semaines pataugeant dans des conditions boueuses, les hommes de Morgan ne trouvent toujours pas l'ennemi. Ils commencent finalement à entrer dans le Kentucky, le 2 juillet 1863. Deux jours plus tard, Morgan engage les forces du colonel Orlando Moore à Tebbs Bend, où un pont traverse la Green près de Campbellsville. Comme c'est sa coutume, Morgan exige une capitulation sans condition, mais Moore, remarquant que c'est le jour de l'Indépendance, répond : « C'est un mauvais jour pour une reddition, et je ne préfère pas ». Les forces de Moore remporte la journée, et Morgan, ayant subi 71 blessés, décide de contourner le pont.

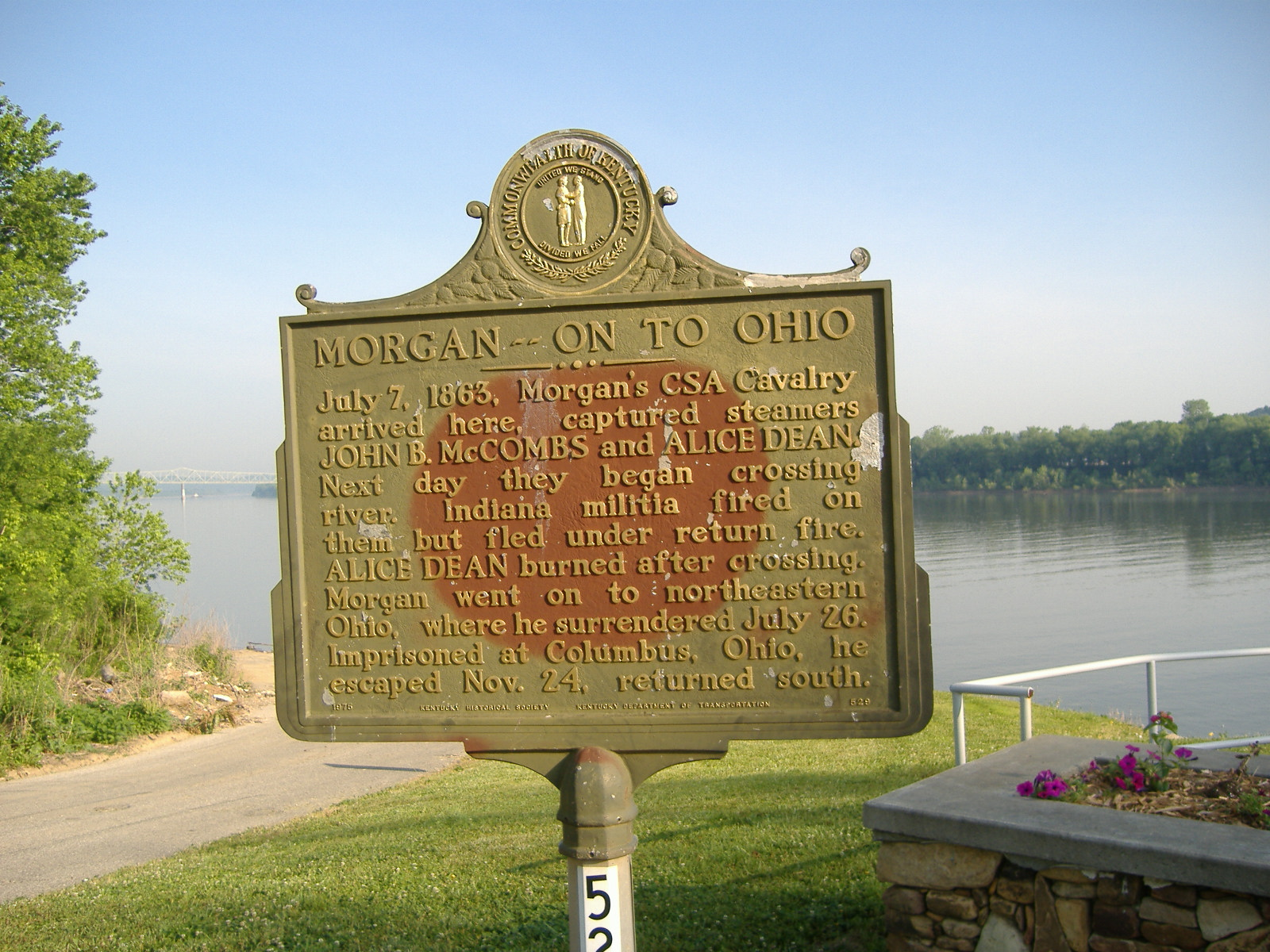
Marqueur historique notant les activités de Morgan à Brandebourg, dans le Kentucky, où ses forces capturent deux bateaux à vapeur, le John B. McCombs et lAlice Dean, avant de traverser la rivière Ohio, en Indiana

Morgan rencontre de nouveau de la résistance à Lebanon, où, malgré la victoire confédérée, son frère de dix-neuf ans, Tom, est tué. À partir de Lebanon, les hommes de Morgan pressent le pas de Springfield à Bardstown, où ils apprennent que les soldats de l'Union sont à moins d'une journée derrière eux, et que Louisville se prépare déjà pour une autre attaque. Morgan a néanmoins l'avantage de la surprise, après avoir sélectionné Brandebourg comme sa cible. Il envoie un détachement avancé faire des préparatifs pour la traversée de l'Ohio, et le 7 juillet, ils s'emparent de deux bateaux à vapeur, le John B. McCombs et l'Alice Dean (en). À minuit, tous les hommes de Morgan sont sur le sol de l'Indiana.
Au cours des semaines suivantes, Morgan chevauche le long de la rivière Ohio, portant son raid dans l'Indiana et l'Ohio. Le 19 juillet, les forces fédérales capturent Duke et 700 hommes de Morgan, mais Morgan s'échappe avec 1 100 autres. La poursuite de l'Union est importante, et Morgan perd des hommes épuisés quotidiennement, son commandement tombe à 363 hommes au moment où il se rend le 26 juillet 1863.
Morgan est envoyé dans un pénitencier à Columbus, en Ohio, mais s'échappe avec plusieurs de ses officiers, en novembre 1863. En dépit de la menace de cour martiale de Bragg pour avoir désobéi à ses ordres, la Confédération a si désespérément besoin de commandants que Morgan est rétabli à son poste de commandement.

## Raid de Forrest sur Paducah

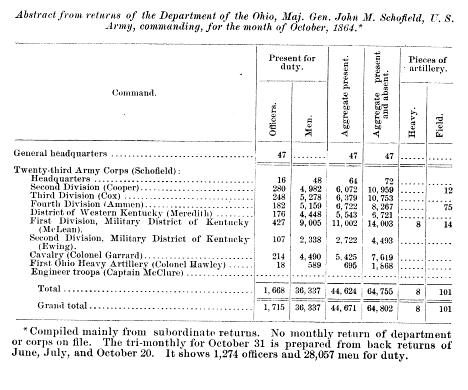
Résumé des retours du XXIII corps, département de l'Ohio, responsable du district militaire du Kentucky (première et deuxième divisions), et le district de l'Ouest du Kentucky

À la suite de la capture de Morgan à l'été 1863, il n'y a pas de grands engagements livrés dans le Kentucky jusqu'au printemps 1864. Des parties de trois régiments d'infanterie de l'armée de Bragg doivent se réorganiser comme de l'infanterie montée sous les ordres d'Abraham Buford (en), mais la Confédération n'a pas de chevaux à leur fournir. En réponse, Nathan Bedford Forrest, qui opère dans le Mississippi, commence à organiser un raid sur l'ouest du Tennessee et le Kentucky. En plus d'obtenir des montures pour l'infanterie montée à venir, Forrest tente de perturber les lignes d'approvisionnement de l'Union, obtenir des provisions générales pour les forces confédérés, et décourager l'enrôlement de noirs du Kentucky dans l'armée de l'Union.
Le 25 mars 1864, Forrest commence son attaque. Il rencontre le colonel Stephen G. Hicks (en) à Fort Anderson (en) et exige une capitulation sans condition. Sachant que les principaux objectifs de Forrest sont d'obtenir des fournitures et des chevaux, Hicks décline. Pour la plupart, Hicks a raison dans son hypothèse que Forrest ne lancera pas l'assaut sur le fort, mais le colonel confédéré Albert P. Thompson, un natif de la région, tente brièvement de le capturer avant d'être tué avec 24 hommes de son unité. Forrest occupe la ville pendant dix heures, détruisant les quartiers généraux de l'Union, ainsi que les bâtiments de logement du quartier maître et du commissaire. Forrest capture également un total de 200 chevaux et mules, avant de se replier sur Mayfield. À la suite du raid, Forrest accorde une permission aux hommes du Kentucky sous ses ordres de manière qu'ils puissent obtenir de meilleurs vêtements et des montures. Comme convenu, chaque homme revient à Trenton, dans le Tennessee le 4 avril.
Les journaux unionistes se vantent après le raid que les forces de l'Union avaient caché les meilleurs chevaux dans la région et que Forrest a seulement capturé chevaux volés à des citoyens. Furieux, Forrest ordonne à Buford de retourner dans le Kentucky. Les hommes de Buford arrivent le 14 avril, forcent Hicks à retourner dans le fort, et capturent 140 chevaux supplémentaires dans la fonderie, exactement là où la presse l'avait indiqué. Ils rejoignent ensuite Forrest dans le Tennessee. Le raid n'est pas seulement un succès pour avoir obtenu de nouvelles montures, mais fait diversion pour l'attaque sur le Fort Pillow, Tennessee de Forrest.

## 1864-1865: le régime Militaire
En réponse au problème croissant des campagnes de guérilla tout au long de 1863 et 1864, en juin 1864, le major général Stephen G. Burbridge se voit confier le commandement de l'État du Kentucky. Cela commence par une longue période de contrôle militaire qui durera jusqu'au début de 1865, en commençant par la loi martiale autorisée par le président Abraham Lincoln. Pour pacifier le Kentucky, Burbridge réprime rigoureusement la déloyauté et utilise la pression économique comme contrainte. Sa politique de guérilla, qui comprend l'exécution publique de quatre guérilleros pour chaque mort d'un citoyen de l'Union désarmé, suscite le plus de controverse. Après une brouille avec le gouverneur Thomas E. Bramlette (en), Burbridge est démis de ses fonctions en février 1865. Les confédérés se souviennent de lui comme le « Boucher du Kentucky ».

## Ordre de bataille des forces de l'Union dans le Kentucky
- Données issues de Tabular Statements Showing the Names of Commanders of Army Corps, Divisions and Brigades, United States Army, During the War of 1861 to 1865, compilé à partir des données archivées dans le bureau du quartier maître général de l'Armée, le général. C. McKeever, 1887.

### 1862-1863
- Les forces dans le Kentucky, à des moments comprennent aussi l'armée de l'Ohio, sous les ordres du major général Don Carlos Buell, l'armée du Tennessee sous les ordres du major général Ulysses S. Grant, et l'armée du Cumberland, sous les ordres du major général William Rosecrans. Une partie de l'armée du Kentucky devient finalement le corps de réserve de l'armée du Cumberland, tandis que le reste transféré dans le XXIII corps dans le département de l'Ohio, sous les ordres du major général John G. Foster.

| Armée du Kentucky Major général Gordon Granger     |                                                   |                                             |
| Première division Brig. Gén. A. J. Smith           | Deuxième division Brig. Gén. Quincy Adams Gilmore | Troisième division Brig. Gén. Absalom Baird |
| Première brigade Brig. Gén. Stephen Gano Burbridge | Première brigade Brig. Gén. G. Clay Smith (en)    | Première brigade Colonel John Coburn        |
| Deuxième brigade Colonel William A. Landram        | Deuxième brigade Colonel Samuel A. Gilbert        | Deuxième brigade Colonel Peter T. Swain     |

- Le commandement de Granger comprend aussi les garnisons à Lexington, Danville, Falmouth, Nicholasville, et Frankfort, Kentucky

| Les Forces à Bowling Green, au Kentucky Brig. Gén. Machlon D. Manson (en) |

- Le force de Manson se compose de ce qui est resté du commandement du major général William "Bull" Nelson (en), qui a été vaincu à la bataille de Richmond.

### 1863-1864
- Les forces dans le Kentucky à ce moment comprend également trois autres brigades de la première division, les brigades des deuxième, troisième et quatrième divisions du XXIII corps qui sont sur le terrain près de deux divisions du IX Corps, et une partie de la division de cavalerie du département de l'Ohio, sous les ordres du major général George Stoneman.
- Curieusement, les archives officielles se réfèrent au commandement de Boyle comme le « district de l'Ouest du Kentucky », bien qu'il comprenne l'ensemble du Kentucky à l'exception de l'Ouest du Kentucky, qui est attribué au district de Columbus

| Première division - XXIII corps Créé G. O. N ° 103. A. G. O. du 27 avril 1863. Réorganisé en avril 1864. Commandant, selon les périodes S.D. Sturgis, brigadier général, juin 1863 S.P. Carter, brigadier général, 10 juillet 1863 J.T. Boyle (en), brigadier général, 6 août 1863 | |
| Forces américaines. Kentucky central - première division, XXIII corps Organisées en octobre 1863. Retirées en janvier 1864. Transférées dans le Département de l'Ohio. Commandant, selon les périodes E.H. Hobson, brigadier général, octobre 1863                                 | Forces américaines, Kentucky oriental - première division, XXIII corps Organisées en octobre 1863. Retirées en janvier 1864. Transférées dans le département de l'Ohio. Commandant, selon la période G.W. Gallup, Col. 14th KY. Vols., octobre 1863        |
| Forces américaines, Somerset, Ky. - première division, XXIII corps Organisées en octobre 1863. Retirées en janvier 1864. Transférées dans le département de l'Ohio. Commandant, selon la période T.T. Garrard (en), brigadier général, 22 octobre 1863                             | Forces américaines, Nord du Kentucky central - première division, XXIII corps Organisées en octobre 1863. Retirées en janvier 1864. Transférées dans le département de l'Ohio. Commandant, selon la période S.S. Fry (en), brigadier général, octobre 1863 |
| Forces américaines, sud-ouest du Kentucky central - première division, XXIII corps Organisées en octobre 1863. Retirées en janvier 1864. Transférées dans le département de l'Ohio. Commandant, selon la période C. Maxwell, le Colonel 26th Ky. Vols., octobre 1863               | |

| District de Columbus, Ky (6th division, XVI corps) Appelée sixième division, XVI corps, en mars 1863. Changée en troisième division, XVI corps, en janvier 1864. Commandant, selon la période A. Asboth, brigadier général, janvier 1863 A.J. Smith, brigadier général, 5 août 1863                                                                |
| Première brigade - sixième division - XVI corps Organisée le 14 juillet 1863. Transférée dans la division de cavalerie en décembre 1863. Commandant, selon la date Geo. E. Waring Jr, le Colonel du 4th Mo. Cav., juillet & octobre 1863 C.H. Fox, le Colonel du 101st Ills. Vols., 22 août 1863 J.K. Mills, Col. 24th Mo. Vols., 3 septembre 1863 |

- Le district de Columbus devient le district de l'Ouest du Kentucky, et les troupes du XVI corps sont remplacées par des troupes du XXIII corps.

### 1864-1865
- Les forces dans le Kentucky, à ce moment, comprennent aussi les première, deuxième, troisième et quatrième divisions du XXIII corps, sous le commandement du major général John M. Schofield, affectées aux forces de Sherman pour la campagne d'Atlanta.

| Cinquième division, XXIII corps ou district du Kentucky Organisée en avril 1864. Transférée dans le département du Cumberland, janvier 1865. G. O. No 5, A.G. O. Commandant, selon la période S.G. Burbridge, brigadier général, avril 1864                                                                         | |
| Première division du district du Kentucky Organisée le 10 avril 1864. Commandant, selon la période E.H. Hobson, brigadier général, le 9 avril et le 9 décembre 1864 N.C. McLean (en), brigadier général, le 6 juillet 1864                                                                                          | Deuxième division du district du Kentucky Organisée en avril 1864 Commandant, selon la période Hugh Ewing, brigadier général, le 7 avril 1864 |
| Première brigade - première division - Dist. du Kentucky Organisée en avril 1684. Commandant, selon la période G.W. Gallup , Col. 14th Ky Mtd. Inf., 13 avril 1864 S.B. Brown, Col. 11th Mich. Cav., 13 mai 1864 E.H. Hobson, brigadier général, 6 juillet 1864 C.J. True, le Colonel 40th Ky Vols., 6 octobre 1864 | Première brigade de la deuxième division - Dist. du Kentucky Organisée en avril 1864. Commandant, selon la période S.D. Bruce (en), colonel du 20th Ky. Vols. (en), avril 1684 T.B. Fairleigh, lieutenant colonel 26th Ky. Vols. (en), mai 1864                                                                                          |
| Deuxième brigade - première division - Dist. du Kentucky Organisée en avril 1864. Commandant, selon la période C.J. True, colonel 40th Ky. Mtd. Inf., avril 1864 J.M. Brown, colonel 45th Ky. Mtd. Inf., 6 juillet 1864 F.N. Alexander, colonel 30th Ky. Vols., septembre 1864                                      | Deuxième brigade de la deuxième division - Dist. du Kentucky Organisée en avril 1864. Commandant, selon la période C. Maxwell, colonel 26th Ky. Vols., avril et septembre 1864 J.H. Grider, colonel du 52th Ky. Vosl., juillet 1864 S.P. Love, col. 11th Ky. Vols. (en), novembre 1864 D.J. Dill, colonel 30th Wis. Vols., décembre 1864 |
| Troisième brigade de la première division - Dist. du Kentucky Organisée en avril 1864 Commandant, selon la période C.S. Hanson, colonel 37th Ky. Mtd. Inf., 13 avril 1864 B.J. Spaulding, lieutenant colonel 37th Ky. Vols., octobre 1864                                                                           | Deuxième brigade de la deuxième division - Dist. du Kentucky Organisée en avril 1864. Commandant, selon la période C. Maxwell, colonel 26th Ky. Vols., avril et septembre 1864 J.H. Grider, colonel du 52th Ky. Vosl., juillet 1864 S.P. Love, col. 11th Ky. Vols. (en), novembre 1864 D.J. Dill, colonel 30th Wis. Vols., décembre 1864 |
| quatrième brigade de la première division - Dist du Kentucky Organisée en avril 1864 Commandant, selon la période J.M. Brown, colonel 45th Ky. Mtd. Inf., avril 1864 R.W. Ratliff, col. 12th Ohio Cav, juillet 1864                                                                                                 | Deuxième brigade de la deuxième division - Dist. du Kentucky Organisée en avril 1864. Commandant, selon la période C. Maxwell, colonel 26th Ky. Vols., avril et septembre 1864 J.H. Grider, colonel du 52th Ky. Vosl., juillet 1864 S.P. Love, col. 11th Ky. Vols. (en), novembre 1864 D.J. Dill, colonel 30th Wis. Vols., décembre 1864 |

| District de l'Ouest du Kentucky Organisée en août 1864. Retirées en janvier 1865. Commandant, selon la date E.A. Paine (en), brigadier général, août 1864 S. Meredith, brigadier général, 12 septembre 1864 |